# NK Brotnjo Čitluk
Der HNK Brotnjo Čitluk (Hrvatski Nogometni klub Brotnjo Čitluk) ist ein bosnisch-herzegowinischer Fußballverein aus der Stadt Čitluk. 

## Geschichte

Ehemaliges Wappen

Der Verein wurde 1955 gegründet, Hrvatski Nogometni klub bedeutet „Kroatischer Fußballklub“, Brotnjo ist der Name der historischen Landschaft, in der Čitluk liegt. Der bisher größte Erfolg war der Gewinn der bosnisch-herzegowinischen Meisterschaft in der Saison 1999/2000. Im folgenden Jahr nahm Brotnjo an der Qualifikation zur UEFA Champions League 2000/01 teil, scheiterte aber in der ersten Runde an FBK Kaunas aus Litauen. Auch im UEFA-Pokal 2001/02 gegen Viking Stavanger und dem UEFA Intertoto Cup 2002 gegen den FC Zürich scheiterte der Verein jeweils in den ersten Qualifikationsrunden. Im Sommer 2008 folgte nach elf Jahren Erstklassigkeit der Abstieg in die Prva Liga FBiH. Seit 2016 spielt der Verein nun durchgehend in der drittklassigen Druga Liga FBiH - Süd.

## Erfolge
- Bosnisch-herzegowinischer Meister: 1999/2000
- Herceg-Bosna-Pokalsieger: 1998/99

## Europapokalbilanz
| Saison  | Wettbewerb            | Runde                  | Gegner           | Gesamt | Hin     | Rück    |
| ------- | --------------------- | ---------------------- | ---------------- | ------ | ------- | ------- |
| 2000/01 | UEFA Champions League | 1. Qualifikationsrunde | FBK Kaunas       | 3:4    | 0:4 (A) | 3:0 (H) |
| 2001/02 | UEFA-Pokal            | Vorrunde               | Viking Stavanger | 1:2    | 0:1 (A) | 1:1 (H) |
| 2002    | UEFA Intertoto Cup    | 1. Runde               | FC Zürich        | 2:8    | 0:7 (A) | 2:1 (H) |

Gesamtbilanz: 6 Spiele, 2 Siege, 1 Unentschieden, 3 Niederlagen, 6:14 Tore (Tordifferenz −8)

## Stadion
Seine Heimspiele trägt der Verein im 7.000 Zuschauer fassenden Stadion Bare aus. 

## Ehemalige Spieler
- Mateo Sušić (2002–2007)
- Zajko Zeba (2003–2004)

## Ehemalige Trainer
- Blaž Slišković (1999–2000)